# بانتيليس هاتزيدياكوس
بانتيليس هاتزيدياكوس (بالهولندية: Pantelis Hatzidiakos) (18 يناير 1997 برودس في اليونان - ) هو لاعب كرة قدم هولندي في مركز الوسط. شارك مع منتخب اليونان تحت 17 سنة لكرة القدم ومنتخب هولندا تحت 17 سنة لكرة القدم. أما مع النوادي، فقد لعب مع إي زد ألكمار.

## وصلات خارجية
- بانتيليس هاتزيدياكوس على موقع الاتحاد الأوربي (الإنجليزية)
- بانتيليس هاتزيدياكوس على موقع إي إس بي إن إف سي (الإنجليزية)
- بانتيليس هاتزيدياكوس على موقع قاعدة بيانات كرة القدم.إي يو (الإنجليزية)
- بانتيليس هاتزيدياكوس على موقع ناشيونال فوتبول تيمز (الإنجليزية)
- بانتيليس هاتزيدياكوس على موقع Soccerbase.com (لاعب) (الإنجليزية)
- بانتيليس هاتزيدياكوس على موقع Soccerway.com (الإنجليزية)
- بانتيليس هاتزيدياكوس على موقع عالم كرة القدم.نت (الإنجليزية)
- بانتيليس هاتزيدياكوس على موقع AS.com (الإسبانية)